# Mitchell (Indiana)
Mitchell is een plaats (city) in de Amerikaanse staat Indiana, en valt bestuurlijk gezien onder Lawrence County.

## Demografie
Bij de volkstelling in 2000 werd het aantal inwoners vastgesteld op 4567.
In 2006 is het aantal inwoners door het United States Census Bureau geschat op 4621, een stijging van 54 (1,2%).

## Geografie
Volgens het United States Census Bureau beslaat de plaats een oppervlakte van
8,8 km², geheel bestaande uit land. Mitchell ligt op ongeveer 208 m boven zeeniveau.

## Geboren
- Virgil Grissom (1926-1967), astronaut

## Plaatsen in de nabije omgeving
De onderstaande figuur toont nabijgelegen plaatsen in een straal van 20 km rond Mitchell.